# Taipei Predators
I Taipei Predators sono una squadra di football americano di Taipei, a Taiwan.

## Dettaglio stagioni

### Amichevoli
| Stagione | Vin | Par | Per | Tot | PF | PS | avversaria         |
| -------- | --- | --- | --- | --- | -- | -- | ------------------ |
| 2019     | 1   | 0   | 0   | 1   | 54 | 0  | Kaohsiung Poseidon |
| Totale   | 1   | 0   | 0   | 1   | 54 | 0  |                    |

### Tornei nazionali

#### Campionato

##### CNFL
| Stagione | regular season | regular season | regular season | regular season | regular season | regular season | playoff | playoff | playoff | playoff | playoff | playoff   | playoff           |
|          | Vin            | Par            | Per            | Tot            | PF             | PS             | Vin     | Per     | Tot     | PF      | PS      | risultato | avversaria        |
| -------- | -------------- | -------------- | -------------- | -------------- | -------------- | -------------- | ------- | ------- | ------- | ------- | ------- | --------- | ----------------- |
| 2019     | 3              | 0              | 2              | 5              | 142            | 45             | 0       | 1       | 1       | 18      | 42      | Wild Card | Shanghai Warriors |
| Totale   | 3              | 0              | 2              | 5              | 142            | 45             | 0       | 1       | 1       | 18      | 42      |           |                   |

Fonti: Enciclopedia del Football - A cura di Roberto Mezzetti

##### CBL
| Stagione | regular season | regular season | regular season | regular season | regular season | regular season | playoff | playoff | playoff | playoff | playoff | playoff   | playoff    |
|          | Vin            | Par            | Per            | Tot            | PF             | PS             | Vin     | Per     | Tot     | PF      | PS      | risultato | avversaria |
| -------- | -------------- | -------------- | -------------- | -------------- | -------------- | -------------- | ------- | ------- | ------- | ------- | ------- | --------- | ---------- |
| 2018     | 5              | 0              | 0              | 5              | 157            | 6              | -       | -       | -       | -       | -       | -         | -          |
| Totale   | 5              | 0              | 0              | 5              | 157            | 6              | -       | -       | -       | -       | -       |           |            |

Fonti: Enciclopedia del Football - A cura di Roberto Mezzetti

### Tornei locali

#### South China Bowl
| Stagione | regular season | regular season | regular season | regular season | regular season | regular season | playoff | playoff | playoff | playoff | playoff | playoff   | playoff    |
|          | Vin            | Par            | Per            | Tot            | PF             | PS             | Vin     | Per     | Tot     | PF      | PS      | risultato | avversaria |
| -------- | -------------- | -------------- | -------------- | -------------- | -------------- | -------------- | ------- | ------- | ------- | ------- | ------- | --------- | ---------- |
| 2017     | 1              | 0              | 1              | 2              | 36             | 34             | -       | -       | -       | -       | -       | -         | -          |
| Totale   | 1              | 0              | 1              | 2              | 36             | 34             | -       | -       | -       | -       | -       |           |            |

Fonti: Enciclopedia del Football - A cura di Roberto Mezzetti

### Riepilogo fasi finali disputate
| Anno             | Luogo | Evento | Fase del torneo | Incontro                             | Risultato |
| 16 novembre 2019 |       | CNFL   | Wild Card       | Shanghai Warriors - Taipei Predators | 42 - 18   |